# Johan de Brune

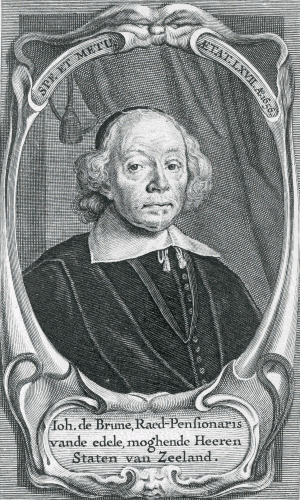
Johan de Brune

Johan de Brune der Ältere (* 29. Mai 1588 in Middelburg; † 7. November 1658 ebendort) war ein niederländischer Staatsmann und Schriftsteller. Er war der Onkel von Jan de Brune dem Jüngeren, der auch Johan genannt wurde.

## Leben
De Brune studierte von 1606 bis 1609 in Leiden, wohnte aber sein ganzes Leben in Middelburg. Er war Rechtsanwalt und bekleidete verschiedene politische Ämter in Middelburg; von 1649 bis 1657 war er Ratspensionär von Zeeland.
Sein pietistischer Calvinismus war typisch für das 17. Jahrhundert. Als Anhanger der Nadere Reformatie zeigt er in seinem Werk nicht nur theologische Interessen, sondern auch starke gesellschaftliche und politische Betroffenheit. Er experimentierte mit dem Prosastil (er war einer der ersten und besten Nachfolger Montaignes in den Niederlanden) und hatte eine Vorliebe für Sprichwörter.
Das erstere kommt zum Ausdruck in seinem bekanntesten Werk der Emblemata, die 1624 in Amsterdam veröffentlicht wurde, aber sehr seeländisch geprägt ist. Das umfangreiche Werk enthält 51 Abbildungen (nach Entwürfen von Adriaen van de Venne) mit Gedichten, jeweils gefolgt von einem Essay, in denen er die Fehler seiner Zeit kritisiert.
Seine Vorliebe für Sprichwörter kommt vor allem zum Ausdruck in seinen Werken Nieuwe wijn in oude le’er-zacken (1636) und Bancket-werck van goede gedachten (1657), in denen er eine Vielzahl von Sprichwörtern mit kurzen Kommentaren versieht. Ohne eine feste Form zu wählen, lehrt er die Leser ethisch richtiges Betragen in bestimmten Situationen.

## Werke
- Proverbia, of, de Spreucken van Salomon. Middelburg 1619.
- De grond-steenen van een vaste regieringe. Middelburg 1621.
- Hemels-feest, ofte God-vruchtighe roeringhen. Middelburg, 1621.
- Emblemata of zinne-werck. Amsterdam 1624.
- Siel-gerechten, toe-gemaeckt met hemelsche speceryen. Middelburg 1632.
- Nieuwe wijn in oude le’er-zacken. Middelburg 1636.
- De CL. Davids Psalmen. Middelburg 1644.
- Salomons Hoogh-Liedt. Middelburg 1647.
- Bancket-werck van goede gedachten. Middelburg 1657.
- Het tweede deel van ’t bankket-werk van goede gedachten. Middelburg 1660.